# Christian Weßling
Christian Friedrich Weßling (* 7. Oktober 1876 in Cammer; † 26. April 1963 ebenda) war ein deutscher Landwirt und Politiker (DVP).

## Leben
Christian Weßling wurde als Sohn eines Landwirtes geboren. Er arbeitete auf dem elterlichen Hof in Cammer, den er nach dem Tode seines Vaters übernahm.
Dem Landtag des Freistaates Schaumburg-Lippe gehörte er vom 1. Dezember 1924, als er für den ausgeschiedenen Abgeordneten Wilhelm Dühlmeier nachrückte, bis zum 1. April 1925 an.
Christian Weßling war seit 1900 verheiratet.